# 丰特奈苏布瓦
丰特奈苏布瓦（法語：Fontenay-sous-Bois，發音：[fɔ̃tnɛ su bwɑ] ⓘ，一译林畔丰特奈），法国中北部城市，法兰西岛大区马恩河谷省的一个市镇，隶属于马恩河畔诺让区，其市镇面积为5.58平方公里，2022年1月1日时人口数量为52,646人，是该省人口第八多的市镇，在法国市镇中排名第121位。
丰特奈苏布瓦位于马恩河谷省最北端，与巴黎万塞讷森林以及塞纳-圣但尼省接壤，是巴黎东部的重要卫星城，通过两条大区快铁连接巴黎市区。

## 地名来源

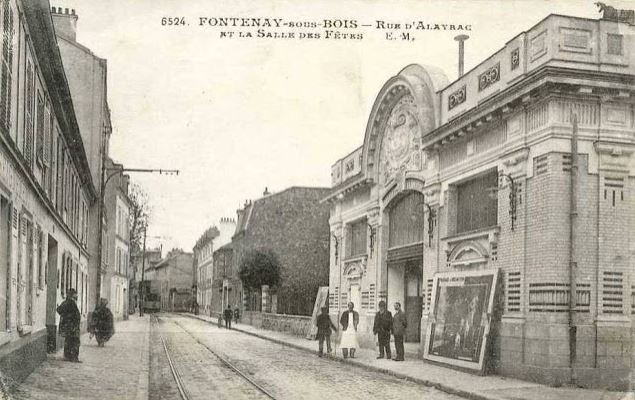
20世纪初的丰特奈苏布瓦街头

“丰特奈”一名最初于848年以“Fontanedus”的形式被记载，其本意为“泉水汇集处”。“布瓦”则指代万塞讷森林。

## 历史
丰特奈苏布瓦历史上长期为一处普通村落，14世纪查理五世在修建博泰城堡时，将丰特奈作为水源地。中世纪末期，丰特奈苏布瓦为巴黎圣维克多修道院的一处领地。法国大革命后，丰特奈苏布瓦成为塞纳省的一个市镇。工业革命期间，一条连接巴黎巴士底广场和法兰西岛东部的郊区铁路建成并经过丰特奈苏布瓦镇中心，19世纪末，又有多条有轨电车线路经过丰特奈苏布瓦境内。二战后，随着巴黎城市的扩张，丰特奈苏布瓦成为大巴黎东部郊区的重要组成部分，自1968年起划入新设立的马恩河谷省内，郊区铁路则被改造成为法兰西岛大区快铁A线。

## 地理

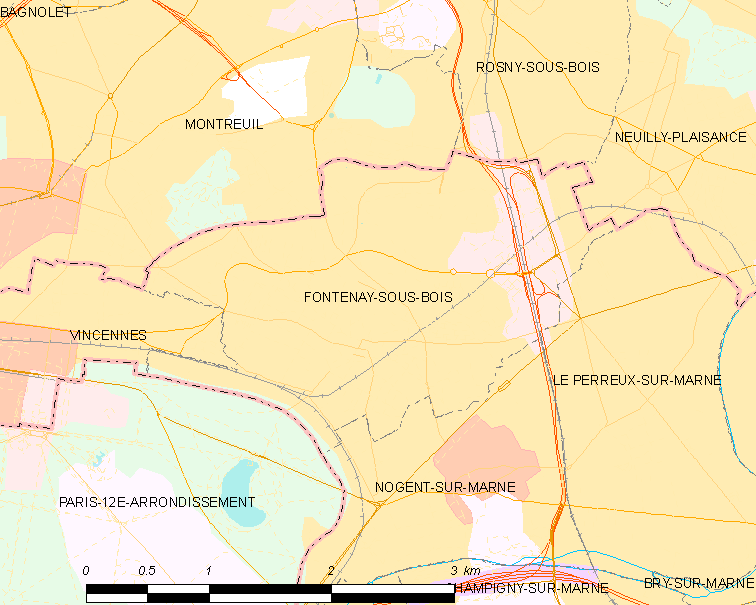
丰特奈苏布瓦市镇范围地图

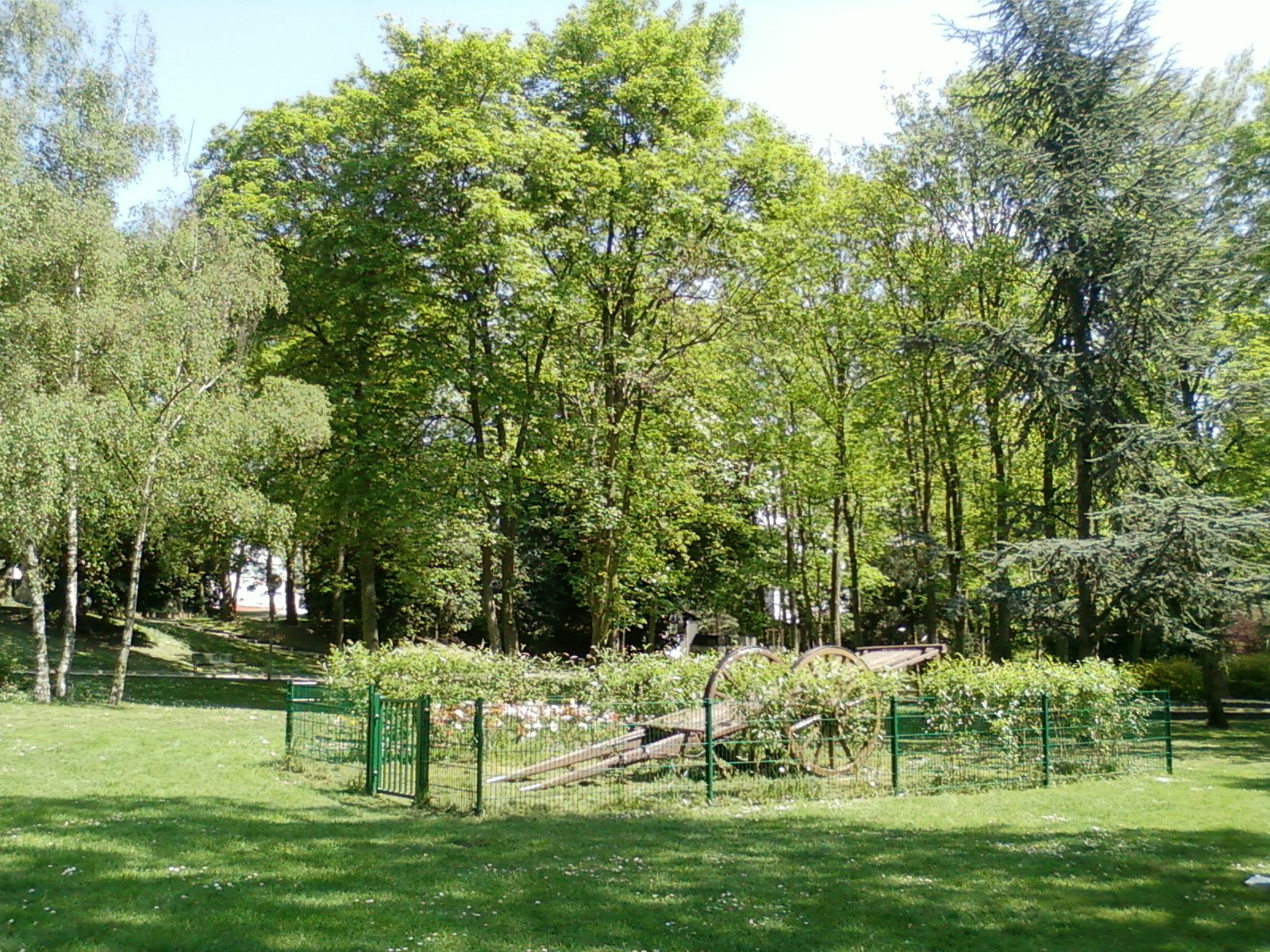
丰特奈苏布瓦市中心的一处绿地

丰特奈苏布瓦位于法国中北部，法兰西岛大区中部和马恩河谷省北部，与塞纳-圣但尼省接壤，距离省会克雷泰伊大约6公里。与丰特奈苏布瓦接壤的市镇包括：巴黎、马恩河畔诺让、蒙特勒伊、讷伊-普莱桑斯、罗尼苏布瓦、马恩河畔勒佩勒、万塞讷。

### 地形
丰特奈苏布瓦位于巴黎腹地，境内以浅丘为主，部分街道有较为明显的起伏，全境海拔在44到111米之间。

### 水文
丰特奈苏布瓦属于塞纳河流域，其境内无大型天然水域。

### 植被
丰特奈苏布瓦属于温带落叶林区，市区西部的莱卡里耶尔公园（Parc des Carrières）是当地主要的城市绿地。此外丰特奈苏布瓦西南侧与巴黎万塞讷森林接壤。
在鲜花城市的评比中，丰特奈苏布瓦被评为3星级鲜花城市。

### 气候
丰特奈苏布瓦在柯本气候分类法中属于温带海洋性气候。
距离丰特奈苏布瓦最近的气象站位于蒙特勒伊境内，以下为该气象站的数据（其中日照数据取自巴黎蒙苏里公园）：
| 丰特奈苏布瓦1981年－2019年 | 丰特奈苏布瓦1981年－2019年 | 丰特奈苏布瓦1981年－2019年 | 丰特奈苏布瓦1981年－2019年 | 丰特奈苏布瓦1981年－2019年 | 丰特奈苏布瓦1981年－2019年 | 丰特奈苏布瓦1981年－2019年 | 丰特奈苏布瓦1981年－2019年 | 丰特奈苏布瓦1981年－2019年 | 丰特奈苏布瓦1981年－2019年 | 丰特奈苏布瓦1981年－2019年 | 丰特奈苏布瓦1981年－2019年 | 丰特奈苏布瓦1981年－2019年 | 丰特奈苏布瓦1981年－2019年 |
| 月份                       | 1月                        | 2月                        | 3月                        | 4月                        | 5月                        | 6月                        | 7月                        | 8月                        | 9月                        | 10月                       | 11月                       | 12月                       | 全年                       |
| -------------------------- | -------------------------- | -------------------------- | -------------------------- | -------------------------- | -------------------------- | -------------------------- | -------------------------- | -------------------------- | -------------------------- | -------------------------- | -------------------------- | -------------------------- | -------------------------- |
| 历史最高温 °C（°F）        | 16 (61)                    | 19 (66)                    | 24 (75)                    | 30.5 (86.9)                | 33 (91)                    | 37.5 (99.5)                | 40 (104)                   | 40 (104)                   | 34 (93)                    | 30 (86)                    | 22.5 (72.5)                | 17 (63)                    | 40 (104)                   |
| 平均高温 °C（°F）          | 7.1 (44.8)                 | 8.1 (46.6)                 | 12 (54)                    | 15.2 (59.4)                | 19.3 (66.7)                | 22.4 (72.3)                | 25 (77)                    | 24.7 (76.5)                | 20.9 (69.6)                | 16.2 (61.2)                | 10.6 (51.1)                | 7.4 (45.3)                 | 15.7 (60.3)                |
| 日均气温 °C（°F）          | 4.6 (40.3)                 | 5.1 (41.2)                 | 8.3 (46.9)                 | 10.9 (51.6)                | 14.8 (58.6)                | 17.8 (64.0)                | 20.2 (68.4)                | 19.9 (67.8)                | 16.5 (61.7)                | 12.6 (54.7)                | 7.9 (46.2)                 | 5.1 (41.2)                 | 12 (54)                    |
| 平均低温 °C（°F）          | 2.2 (36.0)                 | 2.1 (35.8)                 | 4.6 (40.3)                 | 6.6 (43.9)                 | 10.3 (50.5)                | 13.2 (55.8)                | 15.4 (59.7)                | 15 (59)                    | 12.1 (53.8)                | 9 (48)                     | 5.2 (41.4)                 | 2.9 (37.2)                 | 8.2 (46.8)                 |
| 历史最低温 °C（°F）        | −17.7 (0.1)                | −12.5 (9.5)                | −8.5 (16.7)                | −2.7 (27.1)                | 1.5 (34.7)                 | 4.8 (40.6)                 | 8 (46)                     | 7 (45)                     | 4 (39)                     | −2 (28)                    | −7.5 (18.5)                | −9.2 (15.4)                | −17.7 (0.1)                |
| 平均降水量 mm（）          | 53.3 (2.10)                | 44.3 (1.74)                | 51.1 (2.01)                | 52.3 (2.06)                | 65.6 (2.58)                | 56.9 (2.24)                | 57.8 (2.28)                | 52.9 (2.08)                | 52.1 (2.05)                | 63.1 (2.48)                | 56.7 (2.23)                | 63.8 (2.51)                | 669.9 (26.37)              |
| 月均日照時數               | 62.5                       | 79.2                       | 128.9                      | 166                        | 193.8                      | 202.1                      | 212.2                      | 212.1                      | 167.9                      | 117.8                      | 67.7                       | 51.4                       | 1,661.6                    |
| 来源：infoclimat.fr        |                            |                            |                            |                            |                            |                            |                            |                            |                            |                            |                            |                            |                            |

## 行政区划
丰特奈苏布瓦是法国法兰西岛大区马恩河谷省的一个市镇，编号为94033。丰特奈苏布瓦隶属于马恩河畔诺让区和马恩河谷省第六选区，管理丰特奈苏布瓦县，同时也是丰特奈苏布瓦城市圈公共社区的办公驻地。
丰特奈苏布瓦市镇被划为13个街区，自1996年起实行街区自治制度。
法国国家统计与经济研究所（简称）在进行数据统计时，将丰特奈苏布瓦划入大巴黎都会区，并将包括丰特奈苏布瓦在内的1,794个市镇设为巴黎城市区。自2020年起，巴黎城市区被包含1,929个市镇的巴黎城市辐射区代替。此外，还将丰特奈苏布瓦市镇分为了21个“块区”（IRIS），以便于统计人口分布情况。

## 交通

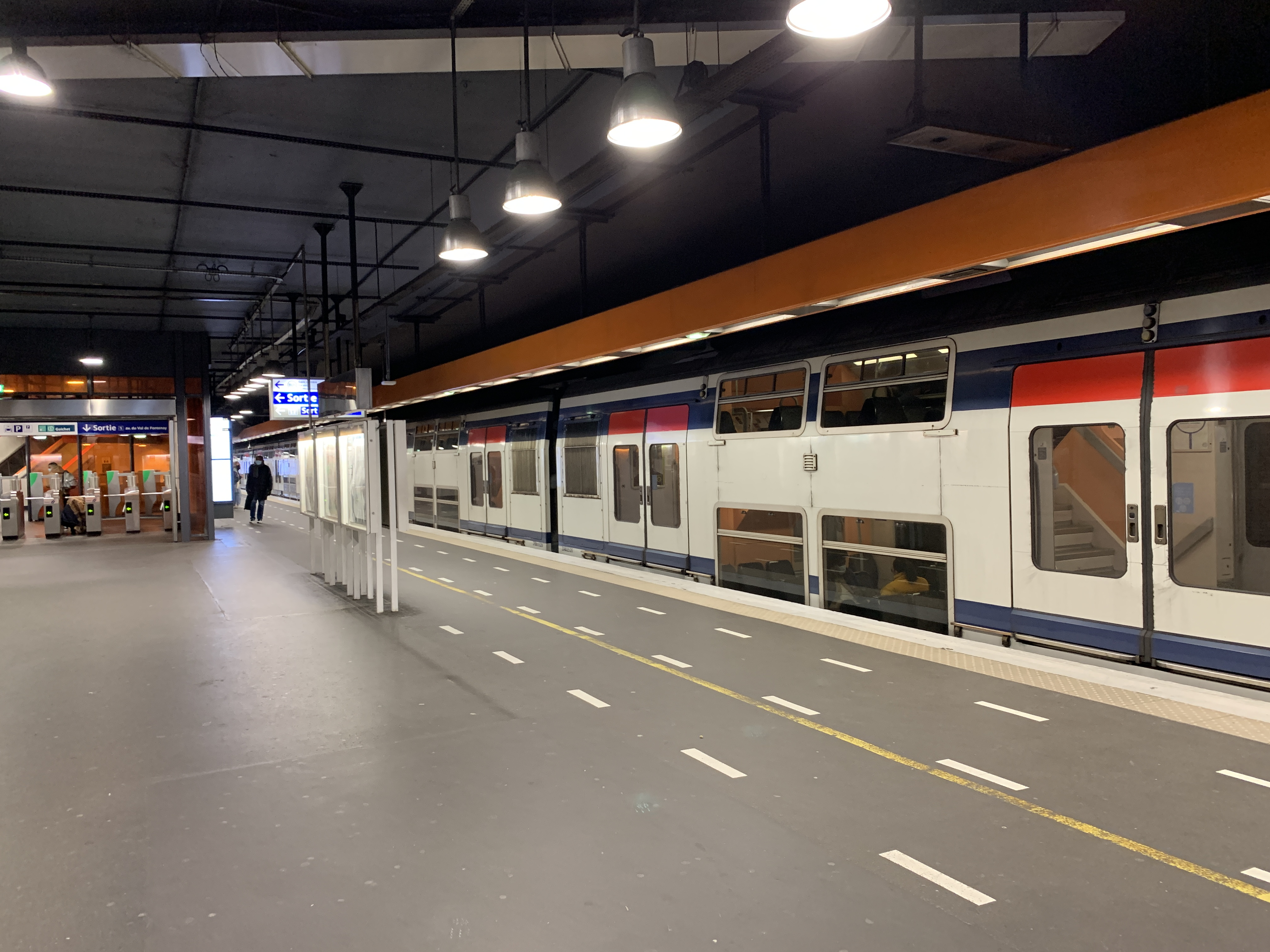
丰特奈谷站内的一辆RER A列车

### 公路
A86高速公路从市区东部经过，除此之外，丰特奈苏布瓦境内均为城市化道路，设有排水、照明等设施。
2017年，62%的丰特奈苏布瓦家庭拥有至少一辆私人汽车。2019年，丰特奈苏布瓦境内共发生各类交通事故80起，造成84人受伤。

### 对外交通
距离丰特奈苏布瓦最近的长途汽车站、长途铁路客运车站和民用航空站分别为贝西汽车站、巴黎-里昂火车站和巴黎戴高乐机场，距离丰特奈苏布瓦市中心的公路里程分别为8.7公里、9公里和21公里。

### 城市公共交通
| 途经丰特奈苏布瓦境内的主要公共交通线路 |                                                                                | |
| 类型                                   | 运营商                                                                         | 线路 |
| 块铁                                   | RATP                                                                           | - ：塞尔吉高地站 / 圣日耳曼昂莱站 ↔ 拉德芳斯站 ↔ 沙特雷-大堂站 ↔ 里昂火车站 ↔ 丰特奈谷站 ↔ 马恩拉瓦莱-谢西站 - ：塞尔吉高地站 / 圣日耳曼昂莱站 ↔ 拉德芳斯站 ↔ 沙特雷-大堂站 ↔ 里昂火车站 ↔ 丰特奈苏布瓦站 ↔ 布瓦西圣莱热站 |
| 块铁                                   | - ：奥斯曼-圣拉扎尔站 ↔ 罗萨·帕克斯站 ↔ 努瓦西勒塞克站 ↔ 丰特奈谷站 ↔ 图尔南站 | |
| 公共汽车                               | RATP                                                                           | - 116：快铁尚皮尼-圣莫站 ↔ 快铁丰特奈谷站 ↔ 快铁罗尼佩里耶树林站 - 118：地铁万塞讷城堡站 ↔ 快铁丰特奈谷站 ↔ 罗尼苏布瓦-旺代海登 - 122：巴尼奥莱-地铁加列尼站 ↔ 快铁丰特奈谷站 - 124：地铁万塞讷城堡站 ↔ 快铁丰特奈苏布瓦站 ↔ 快铁丰特奈谷站 - 127：蒙特勒伊-地铁沙沃十字架站 ↔ 莱博蒙 ↔ 马恩河畔讷伊-抵抗运动广场 - 210：地铁万塞讷城堡站 ↔ 快铁丰特奈苏布瓦站 ↔ 马恩河畔诺让 ↔ 快铁马恩河畔维利耶站 - 301：地铁博比尼-巴勃羅·畢卡索站 ↔ 快铁丰特奈谷站 - 524：丰特奈苏布瓦（区域环线） |
| 公共汽车                               | 城塞巴士                                                                       | - 702：快铁欧奈苏布瓦站 ↔ 快铁丰特奈谷站 |
| 公共汽车                               | (N)                                                                            | - N34：巴黎-里昂火车站 ↔ 快铁丰特奈谷站 ↔ 快铁托尔西站 - N71：兰日斯国际商贸城 ↔ 快铁丰特奈谷站 - N142：巴黎-火车东站 ↔ 快铁丰特奈谷站 ↔ 快铁图尔南站 |
| 1.                                     |                                                                                | |

## 政治

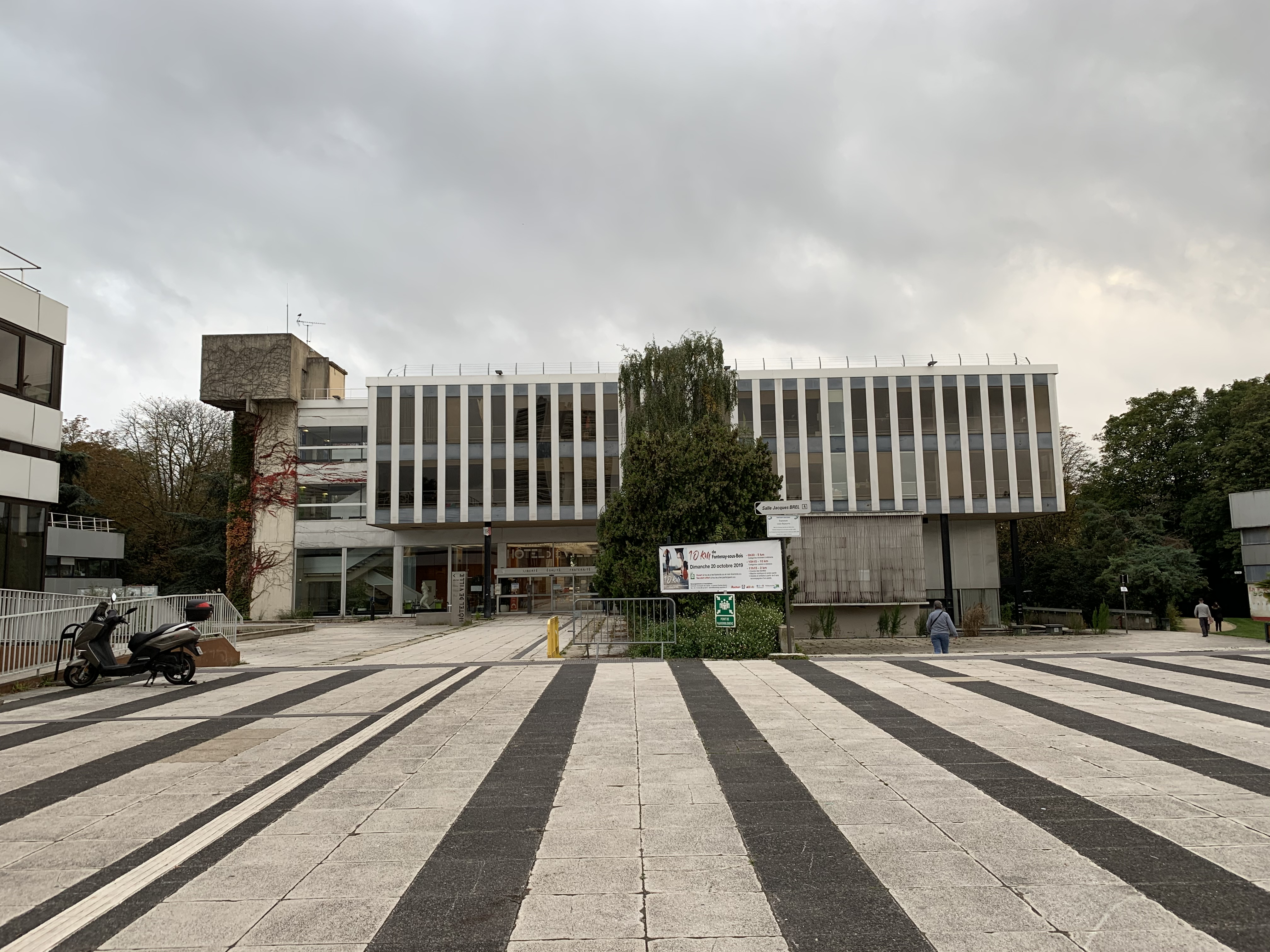
丰特奈苏布瓦市政厅

丰特奈苏布瓦的现任市长为让-菲利普·戈特赖先生（Jean-Philippe Gautrais），他是法国共产党的一名成员，在2020年的市政选举中获得了57.15%的支持率。
在2017年的法国总统大选中，法国第25任总统埃马纽埃尔·马克龙在丰特奈苏布瓦获得了84.02%的支持率。
| 丰特奈苏布瓦历届市长 |                                         |                 |
| 任期                 | 市长                                    | 党派            |
| 1944年－1945年       | Albert Coyne 阿尔贝·夸恩                | RAD激进党       |
| 1945年－1947年       | André Laurent 安德烈·洛朗               | PCF法国共产党   |
| 1947年－1954年       | Paul Febvre 保罗·费夫尔                 | RPF法国人民联盟 |
| 1954年－1965年       | Georges Baehr 乔治·巴埃尔               | UNR新共和国联盟 |
| 1965年－2001年       | Louis Bayeurte 路易·巴约尔特            | PCF法国共产党   |
| 2001年－2016年       | Jean-François Voguet 让-弗朗索瓦·沃盖   | PCF法国共产党   |
| 2016年－             | Jean-Philippe Gautrais 让-菲利普·戈特赖 | PCF法国共产党   |

## 人口
2018年，丰特奈苏布瓦市镇人口数量为52,256，在法国排名第121位。其中男性25,344人，女性27,595人，75岁及以上人口占6.1%，外籍人口数量为13,583人，人口密度为9,365人/平方公里，当地居民被称为（男性）或（女性）。2019年，丰特奈苏布瓦境内出生665人，死亡人口381人。
| 年份   | 1936   | 1946   | 1954   | 1962   | 1968   | 1975   | 1982   | 1990   | 1999   | 2006   | 2011   | 2016   | 2018   |
| ------ | ------ | ------ | ------ | ------ | ------ | ------ | ------ | ------ | ------ | ------ | ------ | ------ | ------ |
| 人口數 | 31,546 | 30,860 | 36,739 | 37,484 | 38,962 | 46,475 | 52,627 | 51,868 | 50,921 | 51,727 | 52,723 | 53,424 | 52,256 |

## 经济
丰特奈苏布瓦是一个区域性的中心城市，当地共有各类用人单位8,412家，平均历史为13年，其中99.01%为中小型企业（PME）。（化工产品销售）、（暖通产品销售）及（电子设备安装）是当地2019年营业额最高的三个企业，分别为270,099,390欧元、210,617,575欧元和169,218,278欧元。

## 财政收入
2019年，丰特奈苏布瓦的财政收入总额为114,031,000欧元，财政支出总额为105,977,000欧元，当年的债务总额为80,752,400欧元。2020年，丰特奈苏布瓦共获得4,944,940欧元的国家财政补助，比上一年减少了0.07%。
2017年，丰特奈苏布瓦的人均月收入总额为2,945欧元，其中高级职员为4,508欧元，高于法国平均水平（4,214欧元）；中级职员为2,469欧元，高于法国平均水平（2,353欧元）；普通职员为1,837欧元，亦高于法国平均水平（1,690欧元）。
2017年，丰特奈苏布瓦境内的青壮年（15至64岁）失业率为13.8%，当地58.8%的家庭拥有纳税资格，平均纳税6,173欧元，高于法国平均水平（3,888欧元）。

## 社会事务

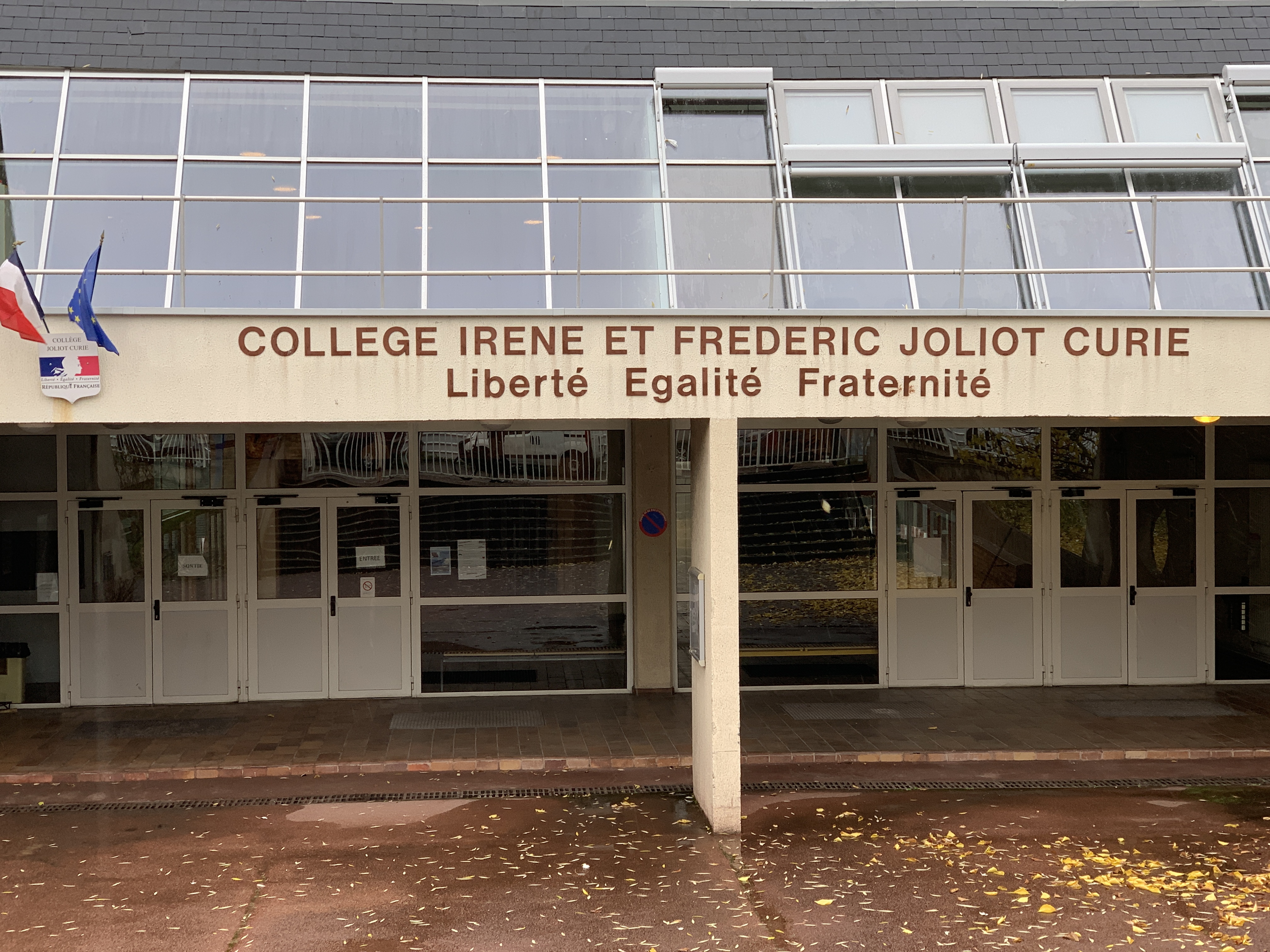
丰特奈苏布瓦境内的一处初级中学

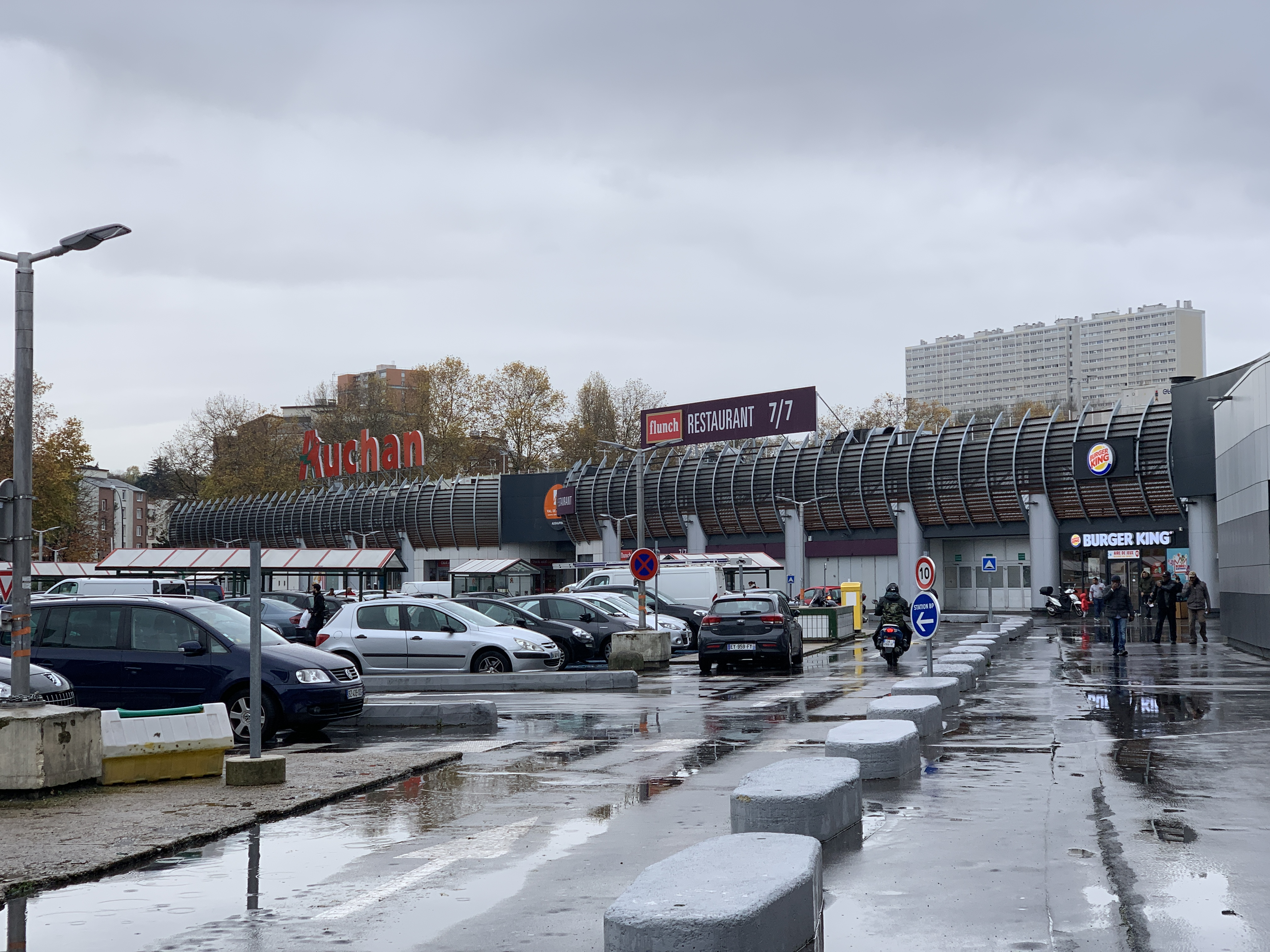
“Aushopping”商业中心

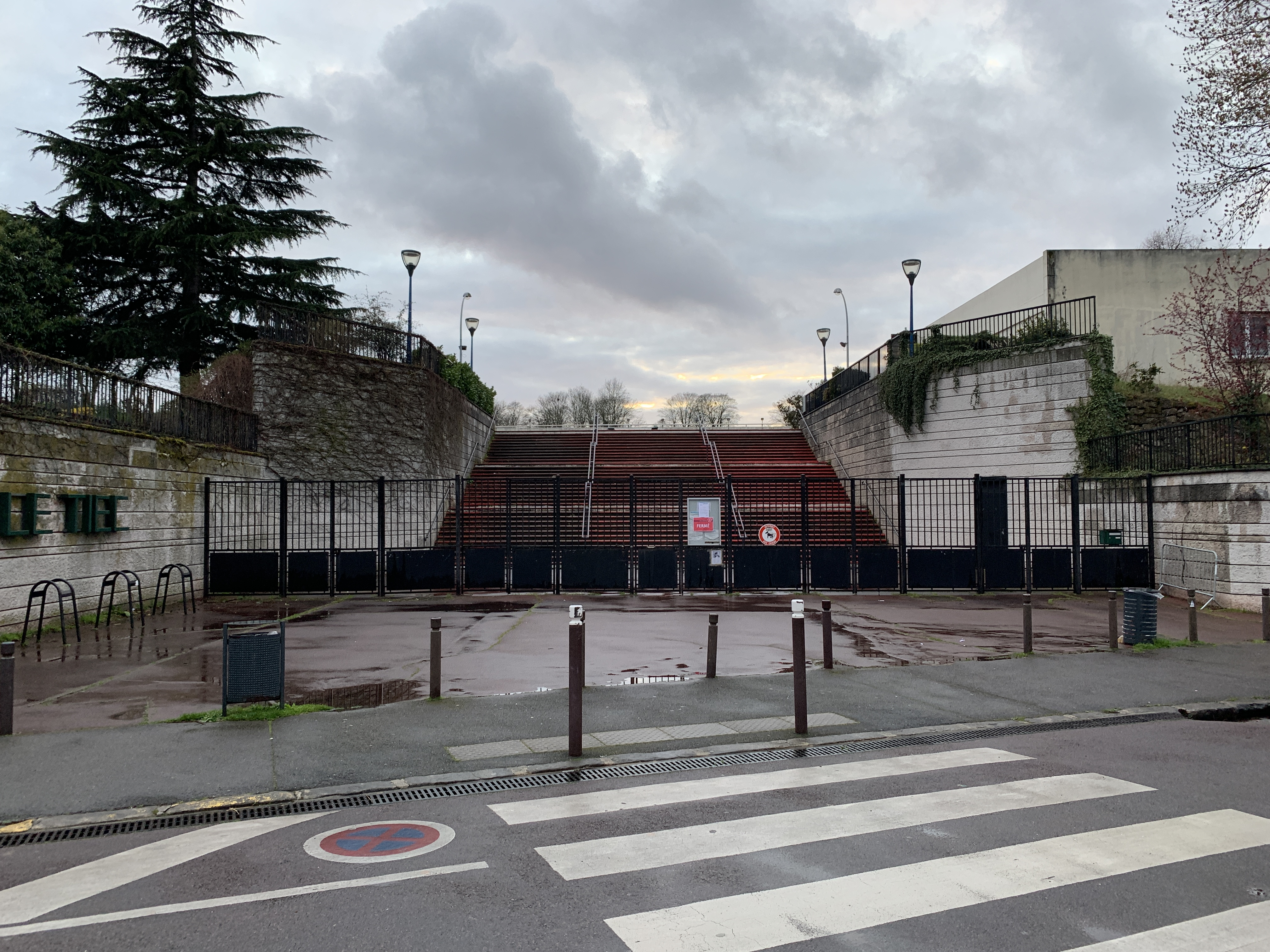
乔治·蒂耶克球场

### 教育
丰特奈苏布瓦属于克雷泰伊学区。截止2019年1月1日，丰特奈苏布瓦境内共有12所幼儿园、16所小学、3所初级中学、1所普通高中和1所职业高中。2018至2019学年度，丰特奈苏布瓦境内共有在校中等教育阶段学生3,013名。

### 医疗
截止2019年1月1日，丰特奈苏布瓦境内共有全科医生28名、保健师31名、牙医26名、护士28名、耳科医生1名、眼科医生5名、皮肤科医生3名、助产士5名、儿科医生4名和妇科医生3名。境内共有药房17家、养老院4家、残疾人帮扶中心4家。
距离丰特奈苏布瓦最近的综合性医院是位于克雷泰伊境内的亨利·蒙多大学中心医院，该院距离丰特奈苏布瓦市区大约6公里，设有806个床位，是马恩河谷省内规模最大的公立综合性医院。

### 住房
2017年，丰特奈苏布瓦境内共有各类住房23,721套，其中23.6%为独立式居民区，75.1%为集中式居民区。常住房屋占丰特奈苏布瓦市镇范围内居民建筑总量的93.1%。
在住房保障政策方面，2017年，丰特奈苏布瓦境内共有4,222户家庭获得了住房经济补助，受益人数占总人口数量的8%，其中4,105份为房租补助。

### 商业
2019年，丰特奈苏布瓦境内共有各类实体商铺1,087家，其中餐厅160家、大型超市9家、杂货店30家、面包房25家、肉铺9家、书店9家、装饰品店4家、银行门店36家、美容美发店44家、汽车维修店34家。丰特奈谷站西侧建有“Aushopping”开放式商业街区。

### 体育
2019年，丰特奈苏布瓦境内共有1家游泳池、6间体育馆、3座综合体育场、10处网球场、3处足球或橄榄球场以及7处篮球或排球场。
截至2021年4月，丰特奈苏布瓦境内共有三家注册足球俱乐部。其中丰特奈苏布瓦体育联盟）成立于1965年，2020至2021赛季参加法兰西岛大区足球联赛。

### 环境
丰特奈苏布瓦的环境事务由其所属的公共社区负责。2019年，丰特奈苏布瓦境内共有1家污染企业。

### 治安
2019年，丰特奈苏布瓦市镇范围内有1处派出所。
2014年，丰特奈苏布瓦及附近地区共发生各类案件3,899起，其中盗窃类案件2,457起，经济类案件354起，毒品交易类案件320起。

## 文化
2019年，丰特奈苏布瓦境内共有1家剧场、1家电影院和1家音乐厅。丰特奈苏布瓦市政府提供多媒体中心，向公众全年开放。

### 建筑
丰特奈苏布瓦境内有多处历史建筑，其中丰特奈苏布瓦欧塞尔圣日耳曼教堂是法国国家文物保护单位，除此之外，当地的大部分建筑建于20世纪70年代以后。

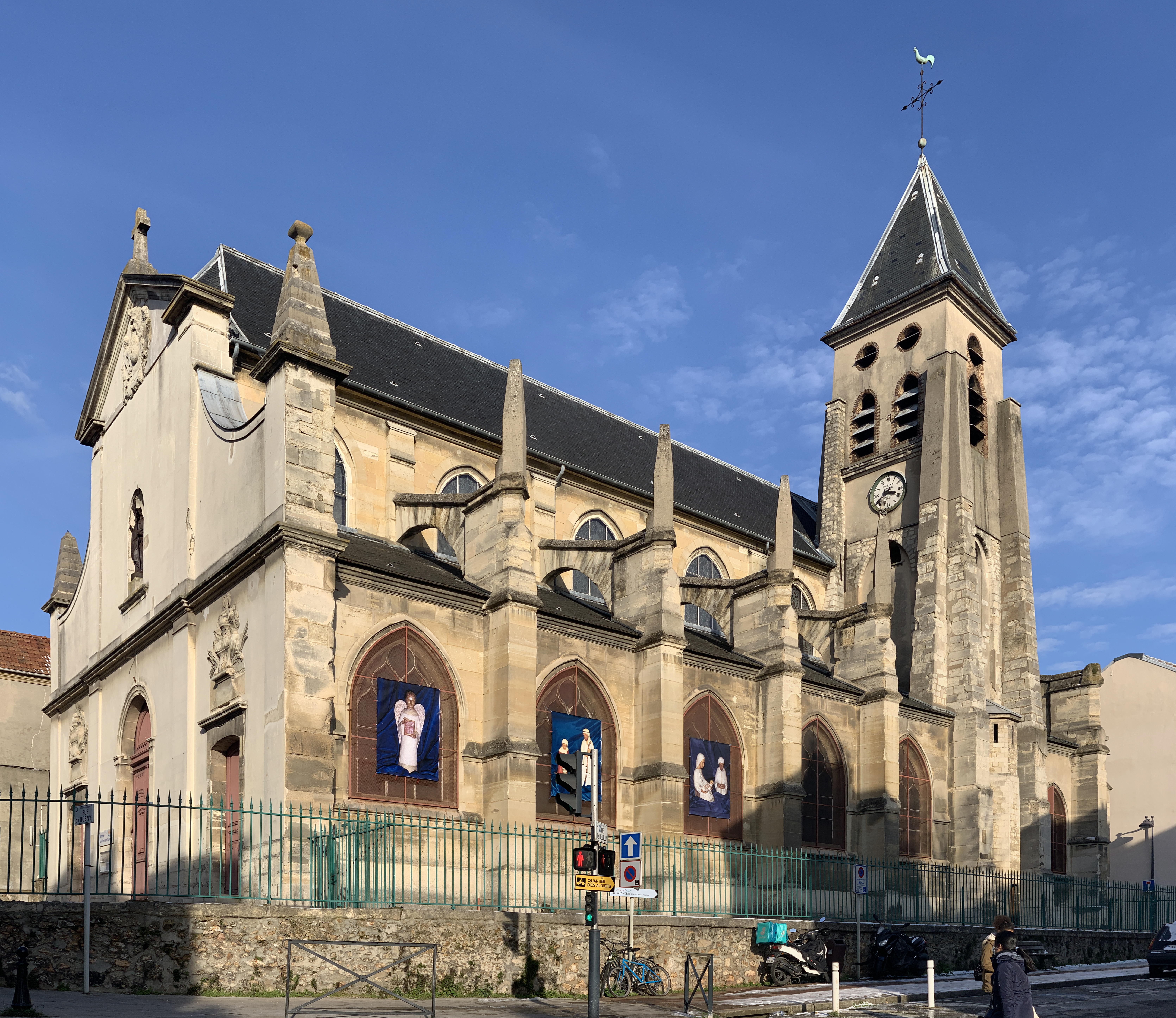
圣日耳曼教堂
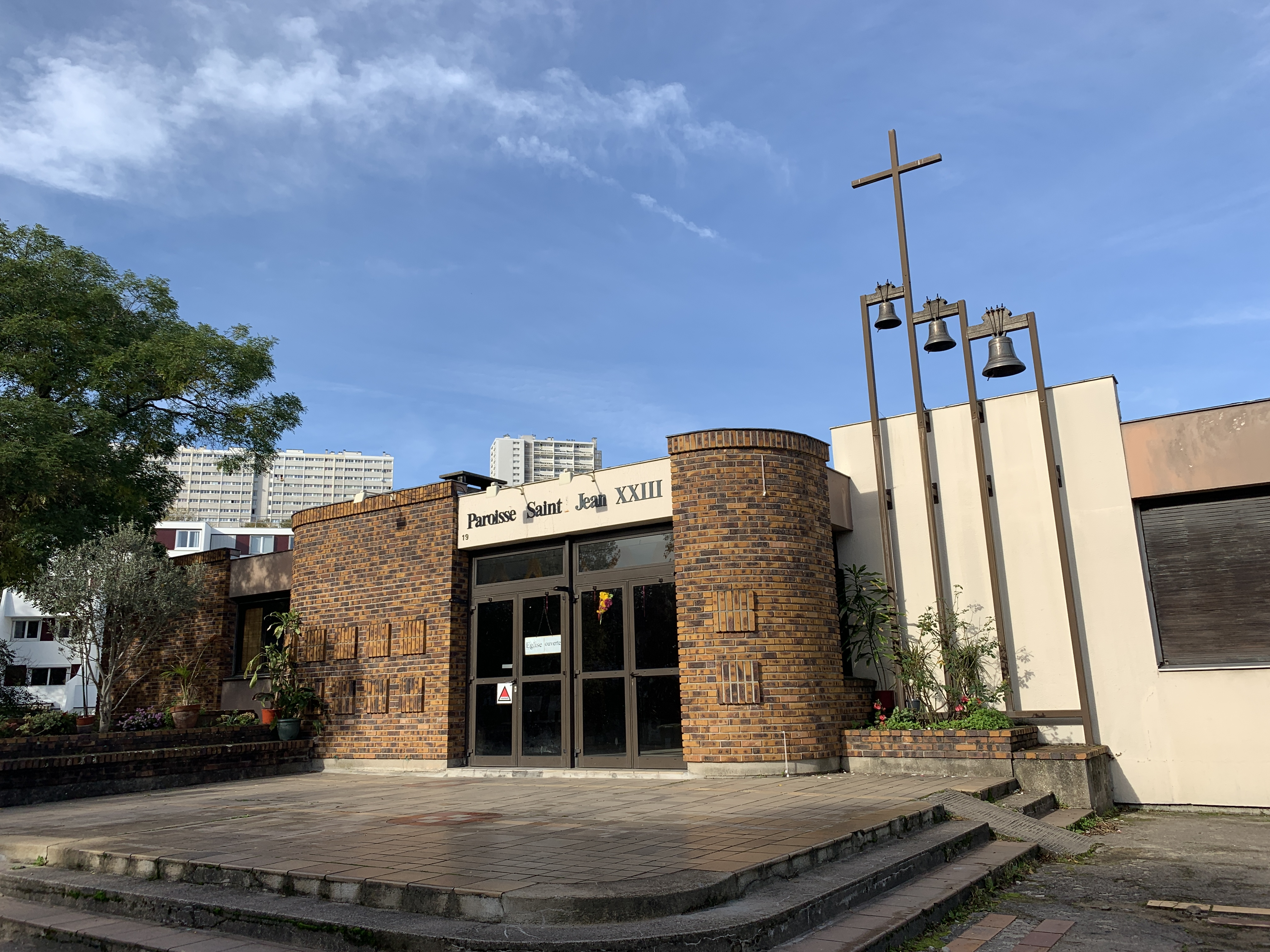
若望二十三世教堂
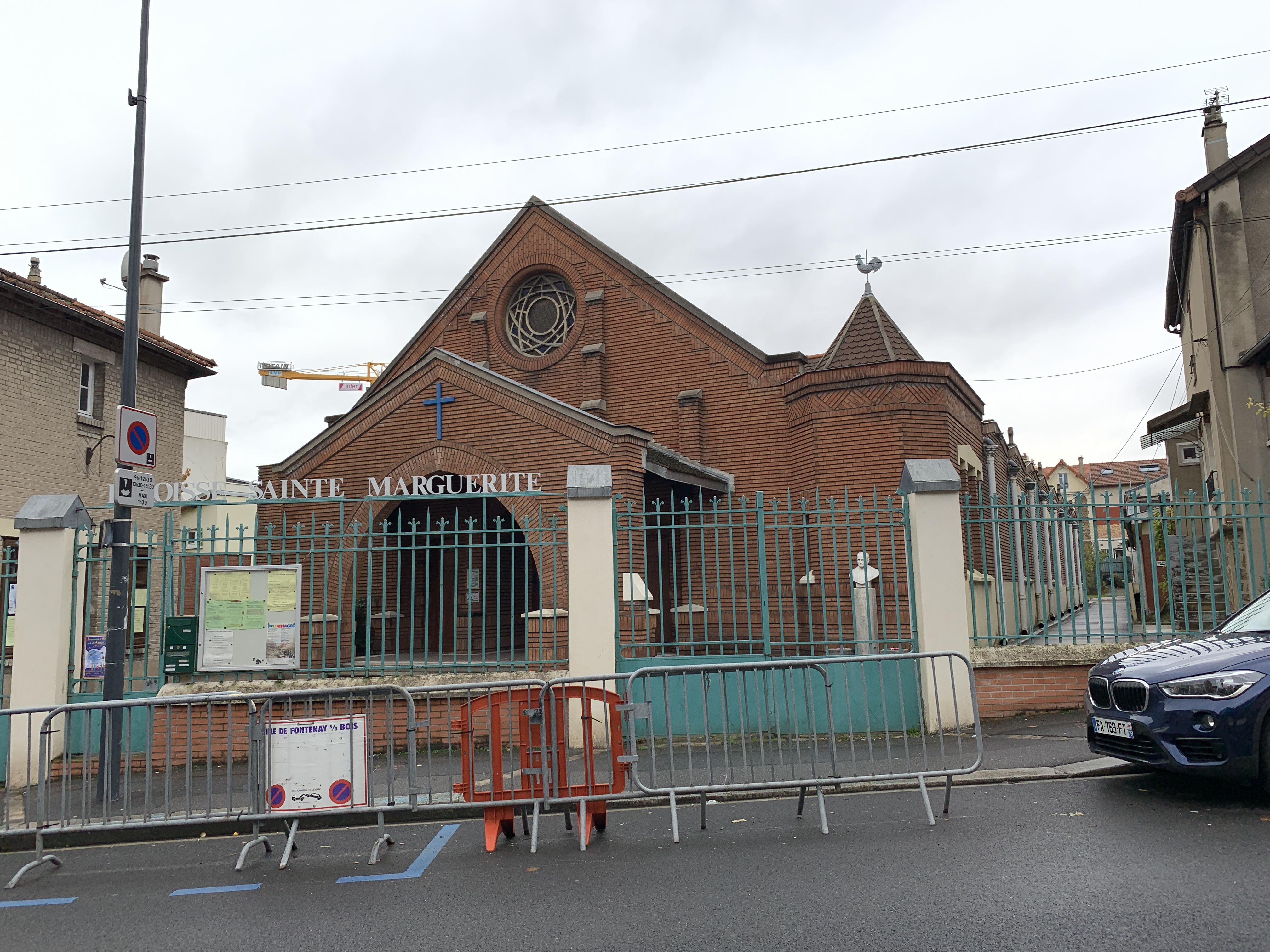
圣玛格丽特教堂
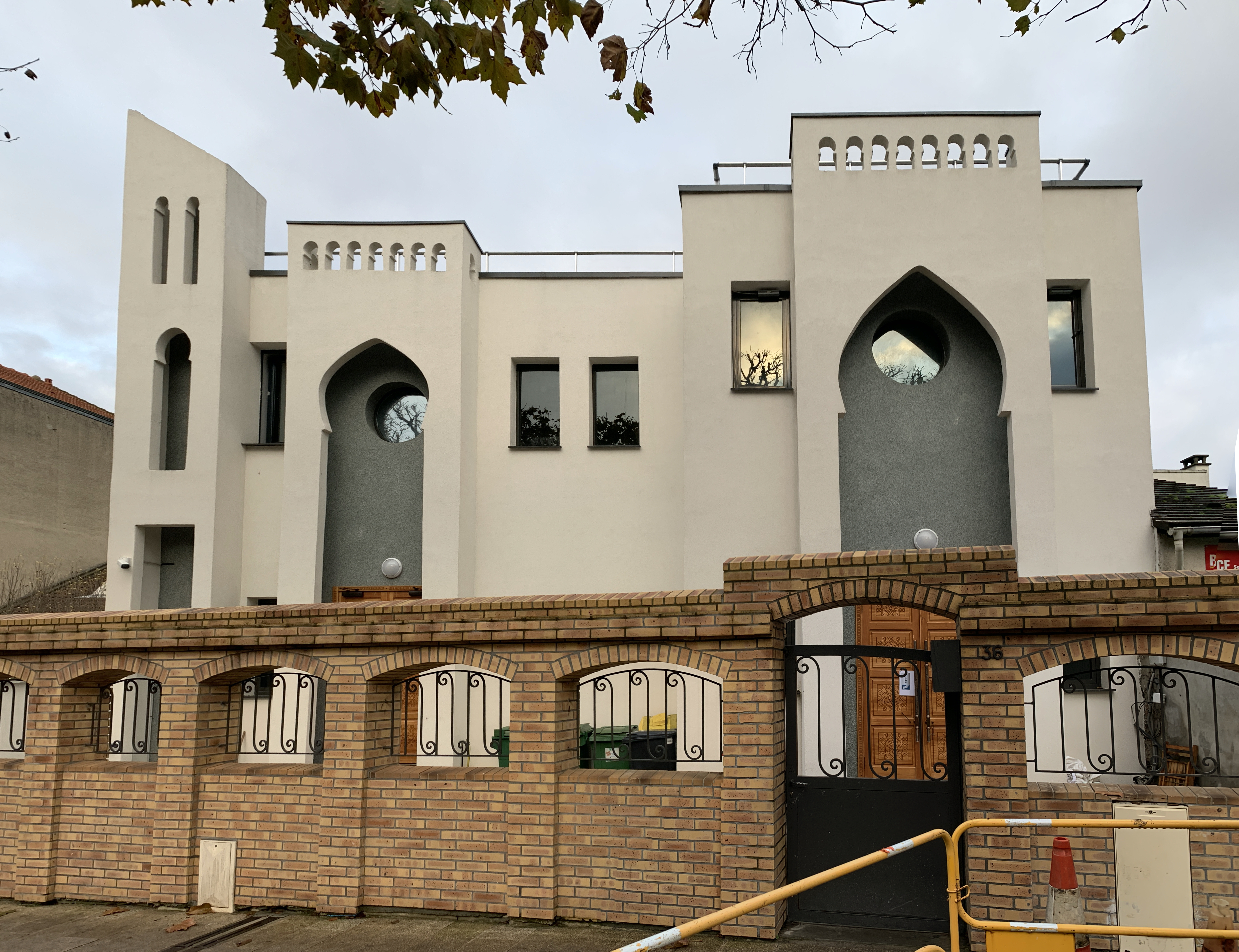
大清真寺
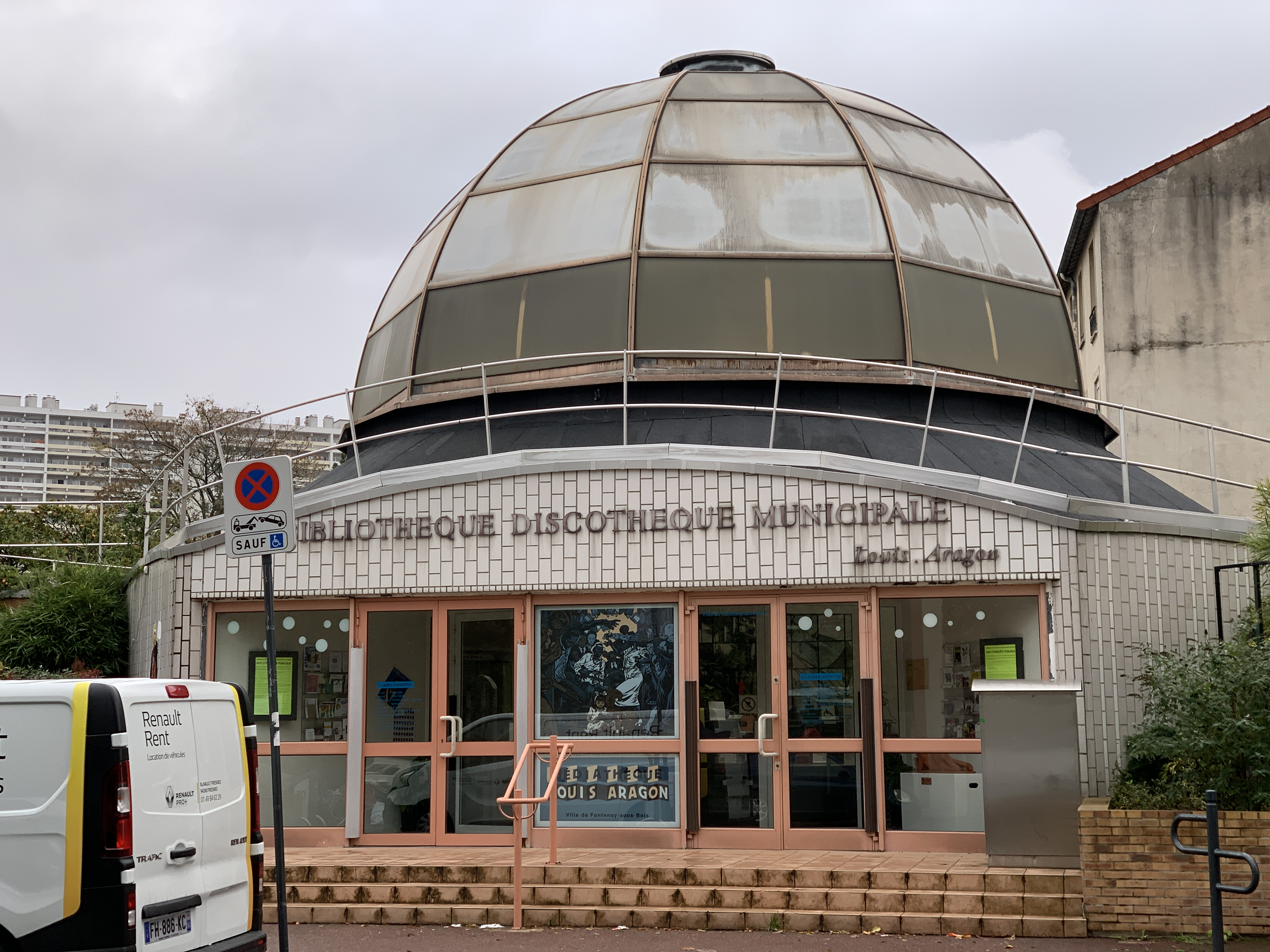
路易·阿拉贡市政图书馆
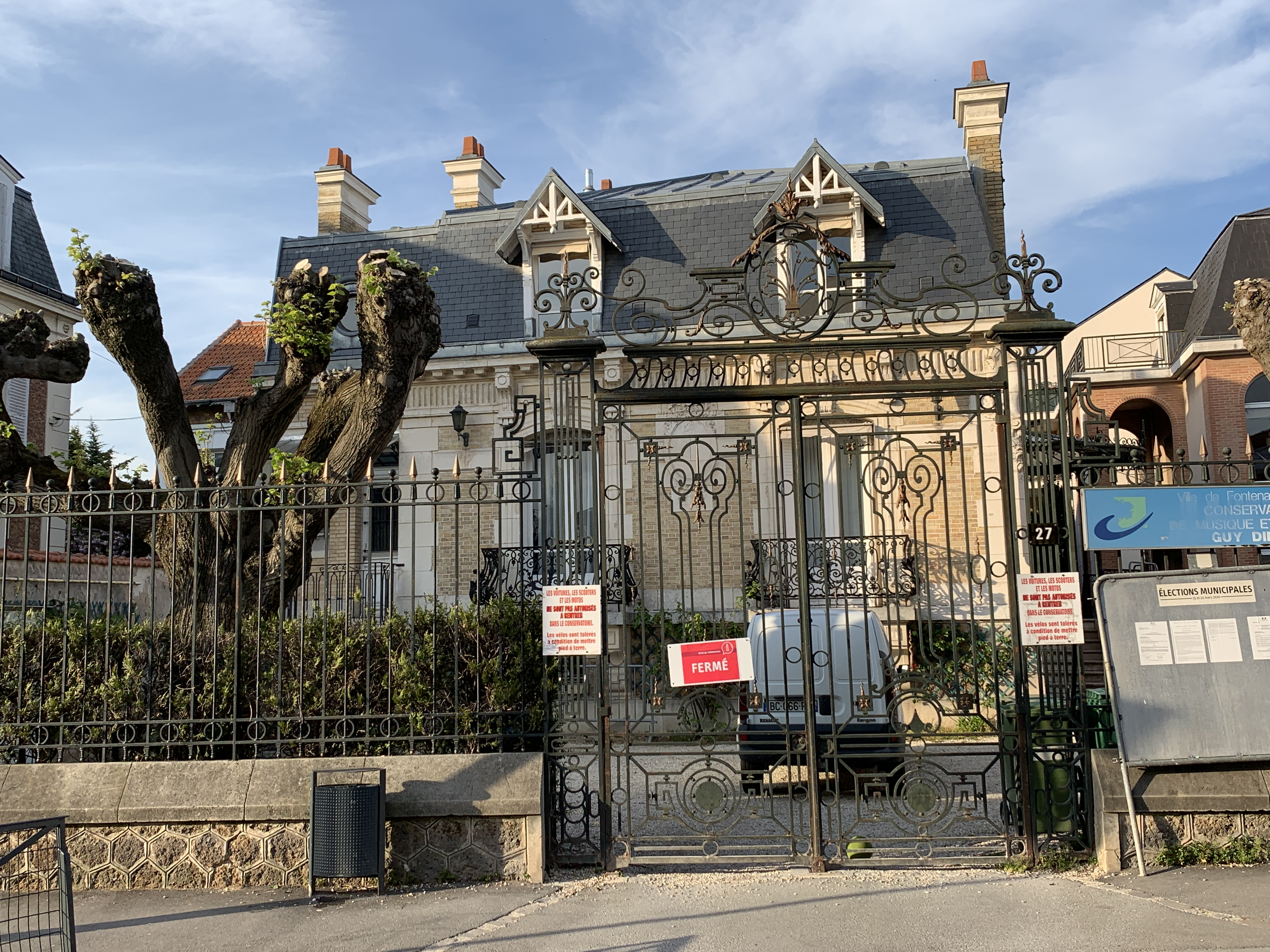
音乐厅

### 旅游
丰特奈苏布瓦的旅游事务由其所属的公共社区负责。2020年，丰特奈苏布瓦境内共有3家宾馆共计257间房间。

### 媒体
法国主要的媒体均可在丰特奈苏布瓦接收，法国电视三台下属的法兰西岛大区频道在部分时段播出丰特奈苏布瓦所属区域的地方新闻。

## 相关人物
法国地球物理学家吉恩·莫莱特、文学家路易-扎维耶·德·里卡尔、导演菲利普·拉舍诺和说唱歌手Gambi出生于丰特奈苏布瓦。
逝世于丰特奈苏布瓦的重要人物则有化学家让-奥居斯坦·巴拉尔和心理学家路易-弗洛朗坦·卡尔梅伊。

## 对外交流
截至2021年4月，丰特奈苏布瓦共与五座城市互为友好城市关系，另与两座法国本土城市为“姊妹城市”（villes soeurs）。

| - 比利时 埃特尔贝克 - 葡萄牙 大馬里尼亞 - 義大利 蒂多内谷新堡 - 乌克兰 布羅瓦雷 - 塞内加尔 昆格勒 | - 埃纳省 特吕西 - 上莱茵省 维特奈姆 |